# Achy Breaky Heart
Singles de Billy Ray Cyrus
Could've Been Me
(1992)
Achy Breaky Heart est une chanson rendue populaire par Billy Ray Cyrus, qui l'a reprise et sortie en tant que son premier single en 1992. La version de Billy Ray Cyrus sera incluse dans son premier album Some Gave All, qui paraitra plus tard dans la même année.
La chanson est écrite par Don Von Tress. Elle a été initialement enregistrée et publiée sous le titre Don't Tell My Heart par le groupe de country américain The Marcy Brothers (en) en 1991. Cette version originale n'incluait pas les mots «achy breaky heart», elle disait « Don't tell my heart, my achy, breakin' heart... ».
La version de Billy Ray Cyrus a passé cinq semaines à la 1re place du classement country du magazine musical américain Billboard et a atteint la 4e place du Billboard Hot 100.
Le clip vidéo tourné pour la chanson de Billy Ray Cyrus a provoqué l'engouement pour la danse en ligne aux Etats-Unis.
En 1993, Stéphane Dostie, aussi appelé Stephen Carse Dosty ou Stef Carse (en), adapte la chanson en français au Québec sous le titre « Achy breaky danse » par Stef Carse,. 
La chanson a été adaptée en français par Corbier du Club Dorothée en 1995 : "Laissez les mamies faire" .